# Фіяло Ігор Володимирович
Ігор Володимирович Фіяло (нар. 10 січня 1997, Моквин, Рівненська область, Україна) — український футболіст, воротар.

## Життєпис

### Спортивна кар'єра
Вихованець футбольної академії «Скала» (Стрий). У чемпіонаті України (ДЮФЛ) виступав саме, за стрийську команду — 37 матчів. Влітку 2017 року підписав контракт із головною командою, проте до цього вже тривалий час виступав за юнацький колектив в Українській Прем'єр-лізі. За основний склад вперше був заявлений 15 липня того ж року на матч другої ліги проти ФК «Тернополя», а дебютував за головну команду 30 вересня в матчі проти хмельницького «Поділля». Всього за «Скалу» провів 30 матчів в УПЛ (U-19) та 4 у другій лізі України. Також у 2016 році провів 8 матчів у складі футбольного клубу «Ходорів», який виступав у чемпіонаті Львівської області.
У липні 2018 року підписав контракт із «Вересом» (Рівне), за який вперше був заявлений 18 липня того ж року в матчі кубка України проти ФК «Минай». А вже 5 серпня того ж року в матчі проти вінницької «Ниви» дебютував у чемпіонаті, а 20 серпня 2019 року в матчі проти тернопільської «Ниви», вперше зіграв в кубку України. За рівненський клуб виступав до завершення 2019 року та провів за них 12 офіційних матчів у всіх турнірах.
На початку березня 2020 року підписав контракт з чернівецьким футбольним клубом «Буковина», за який через всесвітню пандемію дебютував аж тільки наприкінці серпня. А вже у лютому наступного року став гравцем клубу: «Гірник-Спорт» (Горішні Плавні), цим же завершив виступи за «буковинський» колектив, в якому провів 11 офіційних матчів у всіх турнірах. Проте вже у липні повернувся до складу чернівецької команди, а за клуб із Горішніх Плавнів провів всього 2 офіційних поєдинка.

## Досягнення
- Бронзовий призер Другої ліги України (1): 2019/20

## Статистика
Станом на 3 грудня 2021 року
| Клуб                          | У заявці | Матчі     | Матчі | Матчі  | Матчі     | Пропущено м'ячів | В ср. за матч |
| Клуб                          | У заявці | Чемпіонат | Кубок | Всього | «На нуль» | Пропущено м'ячів | В ср. за матч |
| ----------------------------- | -------- | --------- | ----- | ------ | --------- | ---------------- | ------------- |
| Скала (Стрий)                 | «27»     | 4         | 0     | 4      | 1         | 7                | 1,75          |
| Верес (Рівне)                 | «50»     | 11        | 1     | 12     | 3         | 15               | 1,25          |
| Гірник-Спорт (Горішні Плавні) | «11»     | 2         | 0     | 2      | –         | 4                | 2,0           |
| Буковина (Чернівці)           | «30»     | 12        | 1     | 13     | 3         | 22               | 1,7           |